# Cantonul Nort-sur-Erdre
Cantonul Nort-sur-Erdre este un canton din arondismentul Châteaubriant, departamentul Loire-Atlantique, regiunea Pays de la Loire, Franța.

## Comune
- Casson
- Héric
- Nort-sur-Erdre (reședință)
- Petit-Mars
- Saint-Mars-du-Désert
- Les Touches